# Sara Fernández Palazuelos
Sara Fernández Palazuelos   (Camargo, 5 de setembre de 1985) és una copilot de ral·li càntabre que disputa habitualment el Campionat d'Europa de Ral·lis (ERC), el Campionat d'Espanya de Ral·lis d'Asfalt (CERA) i el Campionat d'Espanya de Ral·lis de Terra (CERT). Actualment és copilot habitual d'Efrén Llarena. Campiona d'Europa l'any 2021, essent la primera dona a la història en aconseguir aquesta fita, revalidant aquest títol al 2022.

## Trajectòria

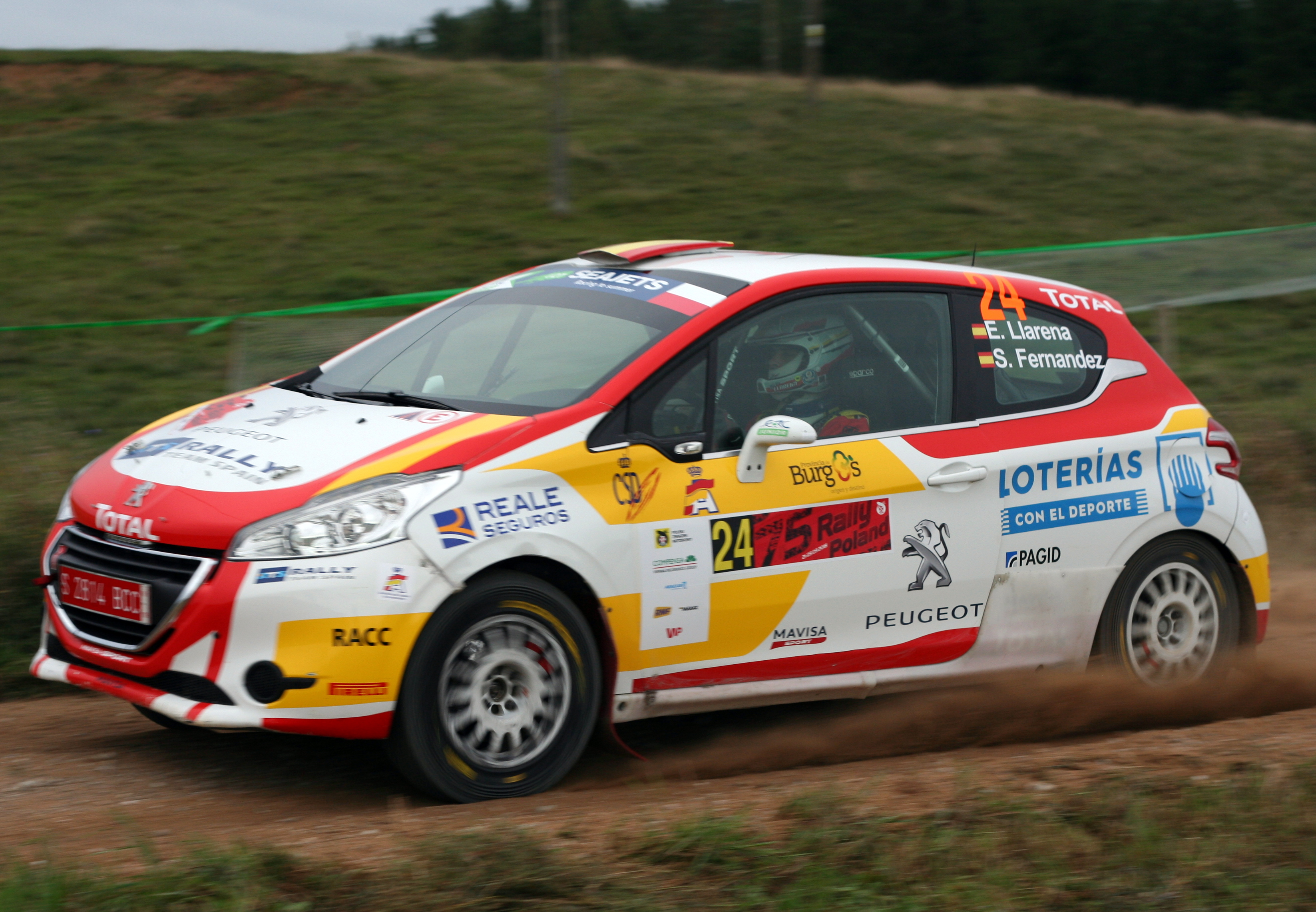
Sara Fernández junt a Efrén Llarena.

Sara Fernández s'inicia com a copilot a partir del 2005 disputant ral·lisprints amb Óscar Corona a Cantàbria, si bé ho faria de forma intermitent al llarg de les temporades. No serà fins al 2012, quan es converteix en copilot d'Adrián Díaz Pérez que passa a disputar el Campionat d'Espanya de Ral·lis d'Asfalt amb un Suzuki Swift Sport Mk5, prenent part de la Copa Suzuki Swift monomarca, on finalitzarien quarts al 2012, segons al 2013 i, finalment, conquistarien al 2014. L'any 2013 realitza per primera vegada un ral·li del Campionat Mundial de Ral·lis, prenent part del Ral·li de Catalunya.
La temporada 2015 es converteix en copilot d'Ángela Vilariño amb un Opel Adam R2 oficial per disputar diferents proves tant del CERA com del CERT, passant a parti del 2016 a ser la copilot d'Efrén Llarena.
Com a copilot de Llarena, al 2016 guanya la Copa Suzuki Swift i a la temporada següent, la 2017, amb un Peugeot 208 R2, s'imposa al Campionat d'Espanya de Terra júnior i a la Copa Volant Peugeot francesa. L'any 2018, mitjançant el Rallye Team Spain, disputa per primera vegada el Campionat d'Europa de Ral·lis dins la categoria ERC3, categoria on guanyaria la temporada 2019.
La temporada 2020, amb un Citroën C3 R5, queda sisena de la principal categoria del Campionat d'Europa de Ral·lis, mentre que a la temporada 2021, amb un Škoda Fabia Rally2 evo, Sara Fernández guanya el Campionat d'Europa de copilots, tot i que, curiosament, el seu pilot Llarena quedaria subcampió pel que fa als pilots, superat per Andreas Mikkelsen. Sara Fernández es convertia en la primera dona de la història en ser Campiona d'Europa de ral·lis pel que fa a copilots.
Puntualment, a la temporada 2022, es converteix amb la copilot de Benito Guerra per disputar el Ral·li de Portugal del Campionat Mundial dins la categoria WRC 2. No obstant, la temporada complerta la realitza de nou com a copilot d'Efrén Llarena dins l'equip MRF Tyres amb un Škoda Fabia Rally2 evo, proclamant-se guanyadors del Campionat d'Europa de Ral·lis tant de pilots com de copilots.

## Palmarès com a copilot
- 2 Campionat d'Europa de Ral·lis: 2021 i 2022
- 1 Campionat d'Europa de Ral·lis 3: 2019
- 2 Copa Suzuki Swift: 2014 i 2016